# スタッド・ロシュレ
スタッド・ロシュレ（仏: Stade Rochelais）は、フランスのラ・ロシェルに本拠地を置くラグビーユニオンクラブである。フランス1部リーグ・トップ14に所属。通称はラ・ロシェル（La Rochelle）。

## 歴史
1898年創設。
2002年、2003年(春)と、シャランジュ・イヴ・デュ・マノワールを2連覇。
2013-14シーズン、プロD2で優勝しトップ14昇格を果たす。
2020-21シーズン、ヨーロピアンラグビーチャンピオンズカップで決勝進出するもトゥールーズに敗れて準優勝。
2021-22シーズンのヨーロピアンラグビーチャンピオンズカップでも決勝進出し、レンスターを破って初優勝を果たした。
2022-23シーズンのヨーロピアンラグビーチャンピオンズカップでも決勝進出し、同じくレンスターを破って連覇を果たした。同年のトップ14では決勝に進出するも、試合終了直前に逆転を許し準優勝に終わる。

## タイトル

### 国内タイトル
- フランス選手権（現・トップ14）
  - 準優勝 2回（2021, 2023）

- シャランジュ・イヴ・デュ・マノワール（Challenge Yves du Manoir）
  - 優勝 2回（2002, 2003）

### 国際タイトル
- ヨーロピアンラグビーチャンピオンズカップ
  - 優勝 2回（2022, 2023）
  - 準優勝 1回（2021）

## スコッド
2024-25シーズンのスコッド（2024年9月現在）
| フッカー - ピエール・ブルガリ - トル・ラトゥ - クエンティン・レスピアク(Quentin Lespiaucq) プロップ - ウイニ・アトニオ - ジョーンズ＝アンリ・コロンブ - アレクサンドレ・クンテリア - ロイス・プレヴェルネ - ティエリー・パイヴァ - ジョエル・スクラヴィ - レダ・ワーディ ロック - アルタン・ディラン - ケーン・ダグラス - トーマス・ラヴォー - ウィル・スケルトン | フランカー/No.8 - グレゴリー・アルドリット - レヴァニ・ボティア - ポール・ブドゥアン - ジュディカエル・カンコリエ - マティアス・ハダッド - オスカル・ジェグー スクラムハーフ - トマス・ベルジョン(Thomas Berjon) - ティディ・イリバレン - タウェラ・カー＝バーロー フライハーフ - アントワーヌ・ハストイ - ヒューゴ・レウス - イハイア・ウェスト | センター - ジョナサン・ダンティ - ジュールズ・ファーヴル - UJ・セウテニ ウイング - ディリン・レイズ - ジャック・ノーウェル - レイモンド・ルール - テディ・トーマス フルバック - ブリス・デュラン |
| | | |
| は共同キャプテン。 | | |

## 歴代所属選手
- ジュリアン・バーガー(ベルギー代表)
- マリエトア・ヒンガノ(トンガ代表)
- ピウア・ファアサレレ(サモア代表)
- サヴェナザ・ラワザ(フィジー代表)
- アファ・アモサ(サモア代表)
- トマ・ジョルメス(フランス代表)
- ピエトロ・チェッカレリ(イタリア代表)
- ジェイソン・マーシャル(カナダ代表)
- スティーブ・バリー(7人制フランス代表)
- ジャン＝パスカル・バラク(7人制フランス代表)
- レネ・レンジャー(ニュージーランド代表)
- ヴァンサン・ラッテ(フランス代表)
- ロペティ・ティマニ(オーストラリア代表)
- シラ・プアフィシ(トンガ代表)
- ファイフィリ・レヴァヴェ - (サモア代表)
- モトゥ・マトゥウ - (サモア代表)
- グラム・パイドゼ - (ジョージア代表)
- ラミロ・エレーラ - (アルゼンチン代表)
- ヴィクター・ヴィト - (ニュージーランド代表)
- ジュール・プリソン - (フランス代表)
- ヨアン・タンガ(フランス代表)